# Kanal Råå–Skälderviken
En kanal mellan Råå vid Öresund och Kråkenäbben vid Skälderviken var ett på 1780-talet planerat, men ej genomfört anläggningsprojekt.

## Bakgrund
Öresundstullen infördes av kung Erik av Pommern på 1420-talet. Vid denna tidpunkt var Öresund ett inrikes danskt farvatten. En tull togs upp av alla fartyg som passerade Sundet, och blev av vital betydelse för den danska ekonomin. Även när Skåne blivit svenskt, fick svenska fartyg betala tullen. Detta sågs förstås med oblida ögon av svenskarna.
För att undvika tullen, började man på 1720-talet diskutera att anlägga av en kanal. Överste (senare fältmarskalk) Johan Christopher Toll fick år 1784 uppdraget att utreda frågan. Tanken var att dra kanalen från Råå, strax söder om Helsingborg, till Kråkenäbben, som ligger mellan Rekekroken och Svanshall, vid Skälderviken. Till sin hjälp fick Toll den erfarna kanalbyggaren Elias Schveder, som medverkat vid byggnationen av Trollhätte kanal.
År 1785 var Schveder färdig med sitt förslag. Kanalen var dimensionerad även för de största örlogsfartygen, varför den kom att bli av väldiga dimensioner. Bottenbredden beräknades till 60 fot (18 meter), ytbredden till 150 fot (45 meter, och djupet till 25 fot (7,5 meter).
Bredvid kanalen löpte 30 fot breda vägar för dragare av fartygen. 15 mötesplatser lades in för att fartyg skulle kunna mötas. Den totala längden var 28,4 km.
Inga sjöar eller andra vattentillgångar fanns utmed kanalen, varför man skulle behöva gräva ner till havsytan utmed hela kanalens förlopp. På sina ställen låg marken 60 meter över havsytan.
Redan år 1786 verkade man ha beslutat sig för att skrinlägga projektet och arkivera handlingarna. Kostnaden beräknades till 18 596 744 riksdaler specie, vilket motsvarar i storleksordningen 7 miljarder kronor räknat i 2017 års penningvärde.